# Rhipsalis oblonga
Rhipsalis oblonga là một loài thực vật có hoa trong họ Cactaceae. Loài này được Loefgr. miêu tả khoa học đầu tiên năm 1918.

## Hình ảnh

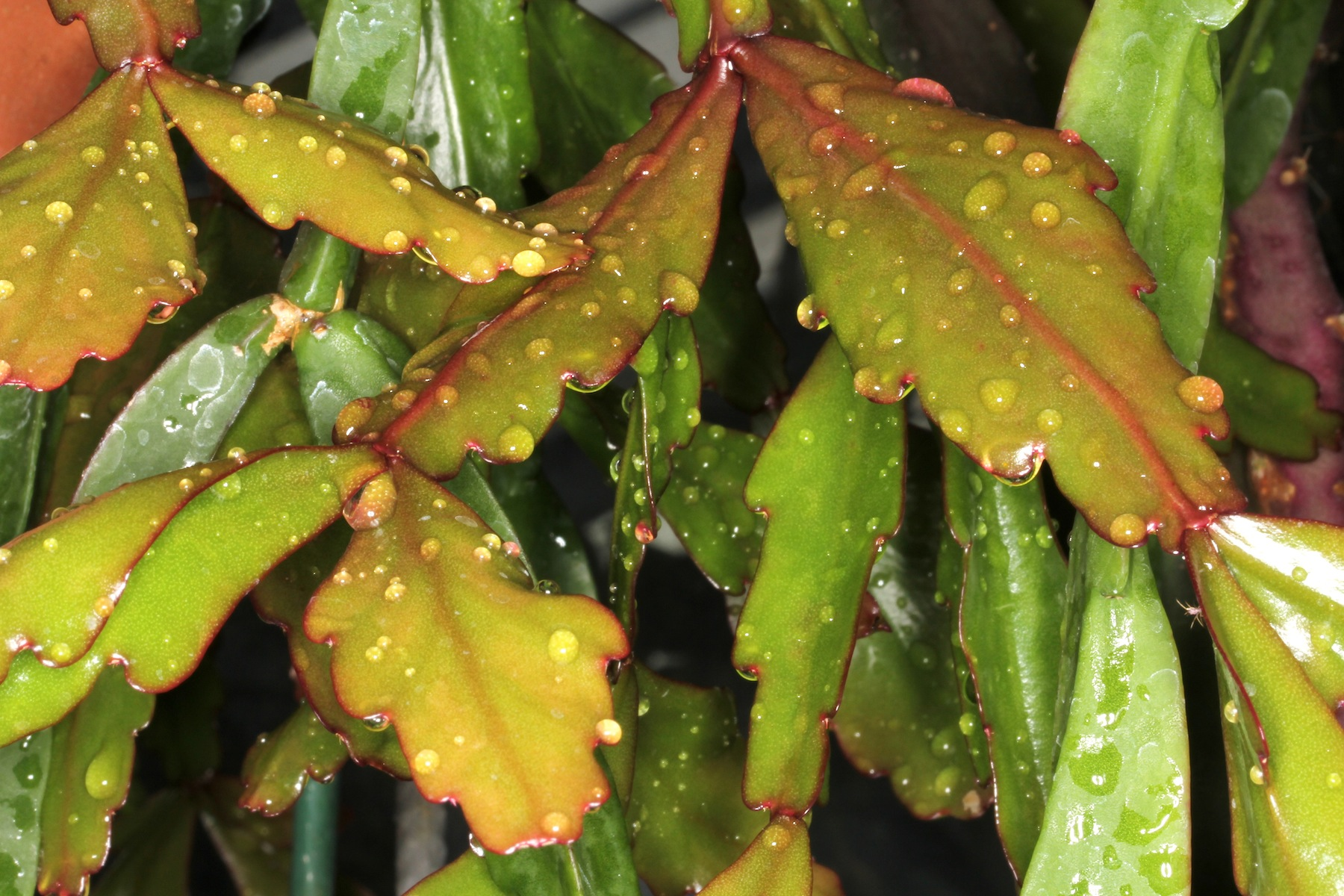